# 68e cérémonie des Bodil Awards
La 68e cérémonie des Bodil Awards s'est déroulée le 28 février 2015 et a récompensé les meilleurs films danois et étrangers de l'année 2014.

## Palmarès

### Meilleur film danois
- Silent Heart (Stille hjerte) de Bille August
  - All Inclusive (en) de Hella Joof
  - Når dyrene drømmer de Jonas Alexander Arnby
  - The Sunfish
  - Speed Walking (Kapgang) de Niels Arden Oplev

### Meilleur documentaire
- The Look of Silence
  - The Circus Dynasty
  - 1989
  - The Arms Drop
  - We Are Journalists

### Meilleur acteur
- Henrik Birch (de) pour son rôle dans The Sunfish
  - Mikael Persbrandt pour son rôle dans Someone You Love
  - Villads Boye pour son rôle dans Speed Walking
  - Uffe Rørbæk Madsen (da) pour son rôle dans Det andet liv

### Meilleure actrice
- Danica Curcic pour son rôle dans Silent Heart
  - Bodil Jørgensen pour son rôle dans All Inclusive (en)
  - Paprika Steen pour son rôle dans Silent Heart
  - Sonia Suhl pour son rôle dans When Animals Dream
  - Ghita Nørby pour son rôle dans Silent Heart

### Meilleur acteur dans un second rôle
- Pilou Asbæk pour son rôle dans Silent Heart
  - Ali Sivandi pour son rôle dans Flow
  - Anders W. Berthelsen pour son rôle dans Speed Walking
  - David Dencik pour son rôle dans Speed Walking
  - Lars Mikkelsen pour son rôle dans When Animals Dream

### Meilleure actrice dans un second rôle
- Susanne Storm pour son rôle dans The Sunfish
  - Birgitte Hjort Sørensen pour son rôle dans Someone You Love
  - Sarah-Sofie Boussnina pour son rôle dans Les Enquêtes du département V : Profanation
  - Danica Curcic pour son rôle dans The Absent One
  - Sidse Babett Knudsen pour son rôle dans Speed Walking

### Meilleur film américain
- Boyhood de Richard Linklater
  - Her de Spike Jonze
  - Inside Llewyn Davis de Joel et Ethan Coen
  - Dallas Buyers Club de Jean-Marc Vallée
  - Nebraska de Alexander Payne

### Meilleur film non américain
- Snow Therapy de Ruben Östlund
  - Winter Sleep de Nuri Bilge Ceylan
  - Ida de Pawel Pawlikowski
  - Deux jours, une nuit de Jean-Pierre et Luc Dardenne
  - Le Passé de Asghar Farhadi